# كيتسيساكيك (كيبك)
كيتسيساكيك (بالإنجليزية: Kitcisakik, Quebec)‏ هي منطقة سكنية تقع في كندا في La Vallée-de-l'Or. يقدر عدد سكانها بـ 339 نسمة .